# Капон, Томер
Томе́р Капо́н (ивр. תומר קאפון; род. 15 июля 1985, Холон, Израиль) — израильский актёр. Широкую известность получил благодаря роли Сержа (Французика) в американском сериале «Пацаны». В 2016 году был удостоен премии «Офир» за лучшую роль второго плана в фильме «Неделя и один день».

## Биография
Томер Капон родился в городе Холон, Израиль. Детство провёл в Ришон-ле-Ционе. Является родственником израильского режиссёра Шая Капона.
После окончания средней школы, в 2004 году Капон был призван в Армию обороны Израиля. Начав службу в звании рядового, к моменту демобилизации Капон уже занимал должность командира отделения в 202-м батальоне 35-й воздушно-десантной бригады «Цанханим».
После окончания военной службы в 26 лет Капон поселился в квартале Хатиква в Тель-Авиве, где в течение года посещал студию исполнительского искусства имени Йорама Левенштейна.

В интервью 2019 года он затронул вопрос о написании и произношении своей фамилии:
Она должна быть с буквой «е» на конце, но я не хочу, чтобы люди читали её как «Капоне», как у гангстера. Я не хочу никаких недоразумений.

## Личная жизнь
С 2012 года актёр состоит в отношениях с израильской актрисой Орталь Бен-Шошан. В марте 2024 года Капон заявил, что несколько лет назад он и Бен-Шошан тайно поженились.

## Карьера
Капон начал свою актёрскую карьеру с второстепенных ролей в израильских телевизионных сериалах. В этот период он принял участие в израильском сериале «Заложники» и политическом триллере «Фауда». В 2015 году Капон сыграл второстепенную роль в фильме «Повесть о любви и тьме» — режиссёрском дебюте американской актрисы Натали Портман. В 2016 году он был награждён премией Офир за лучшую роль второго плана в драме «Неделя и один день».
В 2018 году он снялся в израильской телевизионной драме «Когда летают герои», где Капон сыграл спецназовца, ветерана Второй ливанской войны, воссоединившегося с тремя друзьями для выполнения последнего задания — поиска своей пропавшей сослуживицы. Шоу получило приз за лучший сериал на Каннском международном фестивале сериалов. Сериал был приобретён Netflix в 2019 году.
В июне 2018 года Капон получил роль Французика в супергеройском сериале «Пацаны», выпущенном компанией Amazon. Премьера сериала состоялась 26 июля 2019 года. Релиз 4 сезона шоу состоялся 14 июня 2024 года на стриминговой платформе Prime Video, Томер Капон вернулся к своей роли.

## Фильмография
| Год          |     | Русское название          | Оригинальное название               | Роль             |
| ------------ | --- | ------------------------- | ----------------------------------- | ---------------- |
| 2012         | с   | Галис                     | גאליס                               | Беньямин Берг    |
| 2013—2016    | с   | Заложники                 | בני ערובה                           | парень           |
| 2015         | с   | Раскопки                  | Dig                                 | Надав            |
| 2015         | ф   | Повесть о любви и тьме    | סיפור על אהבה וחושך (סרט)           | первопроходец    |
| 2015—2022    | с   | Фауда                     | פאודה                               | Боаз             |
| 2015         | ф   | Свадебная кукла           | חתונה מנייר                         | Чен              |
| 2016         | с   | Криминал в Тель-Авиве     | Der Tel-Aviv-Krimi                  | Амир Дауд        |
| 2016         | с   | Медсанчасть Таагад 33     | תאג"ד (סדרת טלוויזיה)               | Даниэль          |
| 2016         | ф   | Неделя и один день        | שבוע ויום                           | Зохар Зулер      |
| 2016         | кор | На шестой день            | בששת הימים                          | Мэни             |
| 2017—2018    | с   | Полнолуние                | פולמון (סדרת טלוויזיה)              | Идан Перри       |
| 2018         | с   | Когда летают герои        | בשבילה גיבורים עפים (סדרת טלוויזיה) | Авив Данино      |
| 2018         | кор | Завиток                   | תלתל                                | Шалом            |
| 2018         | ф   | Операция «Шаровая молния» | Entebbe                             | Дэвид Коэн       |
| 2019 — н. в. | с   | Пацаны                    | The Boys                            | Серж / Французик |
| 2020         | кор | Долгая дорога             | Long Distance                       | Гил              |
| 2020—2021    | с   | Один к одному             | אחד על אחד                          | Моти Мор         |
| 2024         | ф   | Ускорение                 | Slingshot                           | Нэш              |
| 2024 — н. в. | с   | Скоро у меня              | בקרוב אצלי                          | Аси Бен Тавим    |

## Награды и номинации
| Год  | Награда                  | Категория                              | Номинация за       | Результат | Примечания |
| ---- | ------------------------ | -------------------------------------- | ------------------ | --------- | ---------- |
| 2016 | Премия «Офир»            | Лучший актёр второго плана             | Неделя и один день | Победа    | [ 16 ]     |
| 2016 | Премия «Сеймура Кассела» | Выдающееся выступление ансамбля        | Неделя и один день | Победа    | [ 17 ]     |
| 2019 | Кинопремия IGN           | Лучший актёрский состав на телевидение | Пацаны             | Номинация | [ 18 ]     |
| 2020 | Кинопремия IGN           | Лучший актёрский состав на телевидение | Пацаны             | Номинация | [ 19 ]     |